# Fighter
«Fighter» —en español: «Luchador»— es una canción interpretada por la cantante estadounidense Christina Aguilera, quien la compuso junto al productor Scott Storch, para su segundo álbum de estudio, Stripped (2002).
El tema cuenta con influencias de la banda Guns N' Roses y con la colaboración del guitarrista Dave Navarro. Su letra alude, entre otras cosas, el maltrato infantil que Aguilera recibió por parte de su padre, un exsargento de la Armada de los Estados Unidos.
La canción antes de su lanzamiento ya había logrado ubicarse en la lista Billboard Hot 100 por sus altas ventas y logró descender al Top 20 en la misma lista antes mencionada. Fue certificado disco de oro por vender más de 500 000 copias en dicho país. En Canadá logró ubicarse en el puesto número 3 de la lista Canadian Hot 100. En cuanto a Europa logró posiciones altas en Reino Unido, Irlanda y Países Bajos en el número 3, 4 y 5 respectivamente. En Hungría alcanzó el número 8. En Austria y Bélgica entró al número 14, brevemente alcanzando el 12 y 11. En Noruega, Suecia y Suiza alcanzó el listado de las quince más escuchadas, permaneciendo en un promedio de dos semanas en su posición mayor, en el listado del continente se posicionó en el número ocho y se mantuvo dos semanas en él. Aunque en la lista Europea del Billboard la canción llegó al número 3, y por países del continente de Oceanía como Australia y Nueva Zelanda logró ubicarse en el 5 y 14 respectivamente.
El vídeo musical fue dirigido por la productora de cine y televisión Floria Sigismondi, el vídeo debutó en la cadena MTV, después de un especial dedicado a él en el programa Making the Video, poco después alcanzó el sexto puesto del conteo ofrecido por el programa, Total Request Live, más tarde logró el primer puesto, permaneciendo cuatro días en él. Su estadía fue de tres semanas. además recibió varios galardones, tales como el premio Juno,
Por otro lado, «Fighter» tuvo gran impacto en la cultura popular. Fue varias veces interpretada por los concursantes de los reality shows X Factor y American Idol, entre otros. También fue usada por la asociación NBA para un comercial de televisión, en la sección de «Love It Live». El anuncio publicitario incluía la participación de Michael Jordan, Kobe Bryant y Shaquille O'Neal, entre otros. En 2008, la revista Rolling Stone eligió a Christina Aguilera como una de las «leyendas musicales» y «mejores cantantes de todos los tiempos», en la misma reseña de la publicación seleccionó a «Fighter» como una de las mejores canciones de Aguilera. En 2012, Glee versionó la canción, tiempo después Aguilera interpretó la canción junto a su equipo llamado #TeamXtina de su programa de canto The Voice.

## Escritura y producción

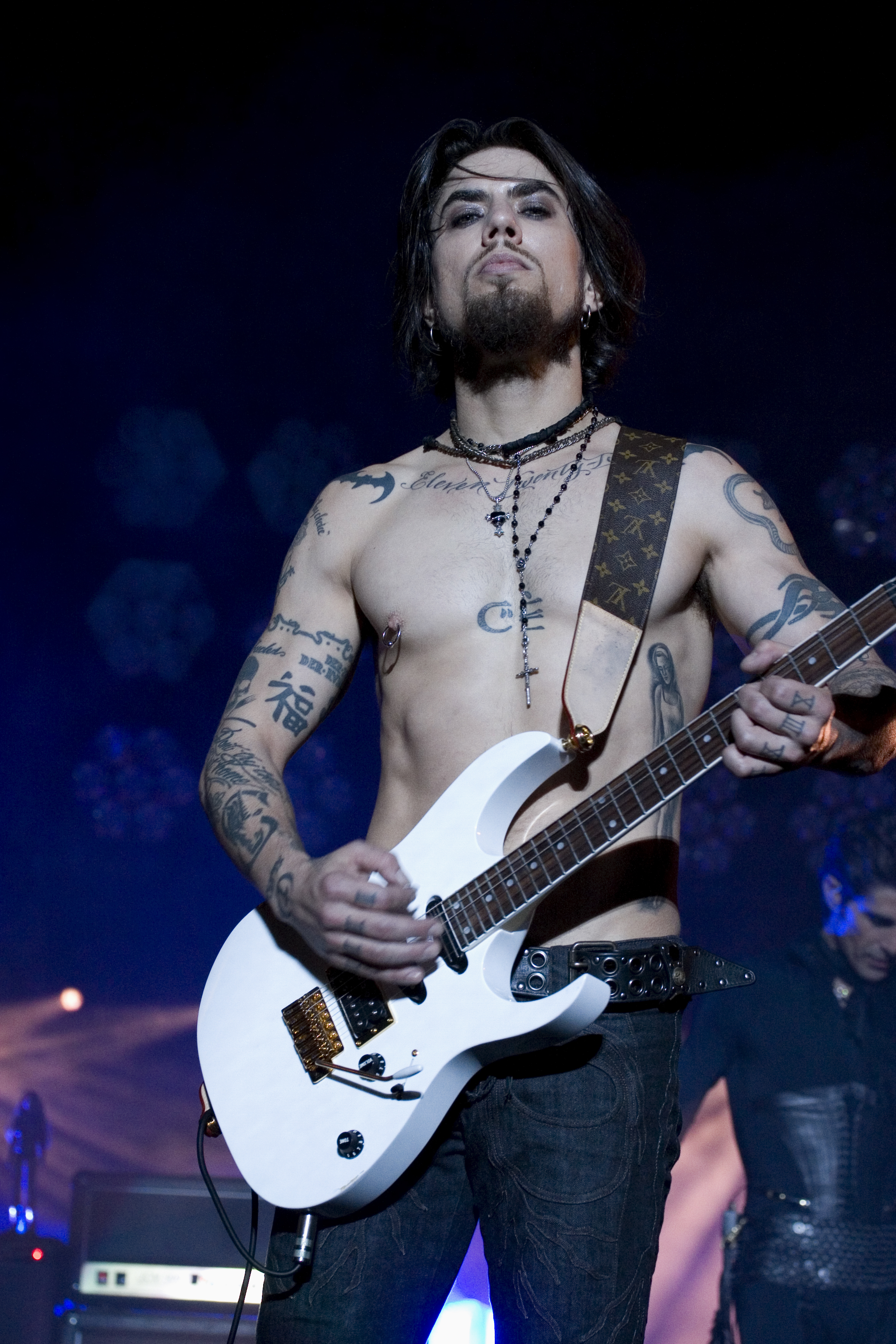
Christina Aguilera trabajó con el guitarrista Dave Navarro para la canción.

«Fighter» fue escrita y producida por Christina Aguilera y el compositor Scott Storch. Su composición fue relacionada con el maltrato infantil que la artista recibió por parte de su padre, escribiéndole «I'm Ok» y «Fighter», ambas pistas de Stripped. Por otra parte, la canción se basó en el tema «November Rain» de la banda estadounidense Guns N' Roses. A su vez, Christina Aguilera trabajó con el exguitarrista de la banda Red Hot Chilli Peppers, Dave Navarro. Como ella misma declaró, «Fighter» es una de sus canciones favoritas en el álbum, prefiriendo a los sencillos «Beautiful» y «Can't Hold Us Down». Su lanzamiento como sencillo fue pensado como un «regreso» después de sus sencillos antecesores «Dirrty» y «Beautiful». De acuerdo con las declaraciones que presentó, Aguilera concluyó que:

Es una forma totalmente diferente de «Dirrty» y «Beautiful», generando un regreso con un poco de agresividad.
Christina Aguilera.

## Estructura

### Estructura musical
«Fighter» es una canción rock compuesta en compás de 4/4 y en la tonalidad de sol mayor, está escrita en el formato estribillo-verso-estribillo y los instrumentos que sobresalen en su melodía son el piano, el violín, el chelo, los tambores y la guitarra eléctrica. En «Fighter», la voz de Aguilera abarca dos octavas, desde si 3 a si 5. Las notas más altas están en melisma y son usadas como ambientación de pista, mientras que solo dos manejan el estilo de vibrato.

### Contenido lírico

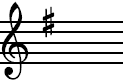
"Fighter" está compuesta en su mayoría en la tonalidad de sol mayor.

La letra está escrita, en gran parte, al padre de Aguilera, un sargento de la armada de los Estados Unidos. Sin embargo no solo incluye frases a él, también incorpora contenido relacionado con su ex-mánager Steve Kurtz. El tema habla de una traición por parte de los dos, el primero por la infancia de Aguilera con él y el segundo por su estafa artística emprendida en 2000.
La introducción de la canción es un poema que de agradecimiento por Aguilera que dice «me hiciste más fuerte». El primer verso señala que la cantante «creía» que conocía a ese hombre y que pensaba que era «fiel», concluyendo que la decepcionó y que ya no queda tiempo para arreglarlo, según ella, «ya soporté lo suficiente». El segundo verso comienza a relacionar un agradecimiento por la actitud de su padre y su desempeño personal. Argumenta que «tal vez creas que te guardo rencor», diciendo que no hay alguno y finalizando con «gracias».
El estribillo está escrito en rima consonante y concluye el agradecimiento dado en el verso anterior. En él, se habla de que la hizo más «fuerte», «trabajar más duro», y concluye que «me convertiste en una luchadora». Del mismo modo dice que «hiciste mi piel más gruesa» y «mucho más inteligente». El siguiente verso relaciona las declaraciones que hizo el padre de Aguilera para un futuro encuentro de ellos, a lo que ella le contestó que no. Allí es metafórico y ella le dice que «te estás haciendo la víctima», según la pista, «para aprovechar algo bueno». Sin embargo, Christina dice que él no puede decir que ella es la culpable, concluyendo que «cavaste tu propia tumba».
El penúltimo verso es un poema escrito, como agradecimiento, que introduce al estribillo. La canción concluye con una serie de preguntas hechas por Aguilera, entre las cuales sobresale la inicial, que señala «¿cómo pudo este hombre, al que creía conocer, ser tan injusto y cruel?», pero finaliza con que nadie la detendrá en su desarrollo personal.

## Video musical

### Trama

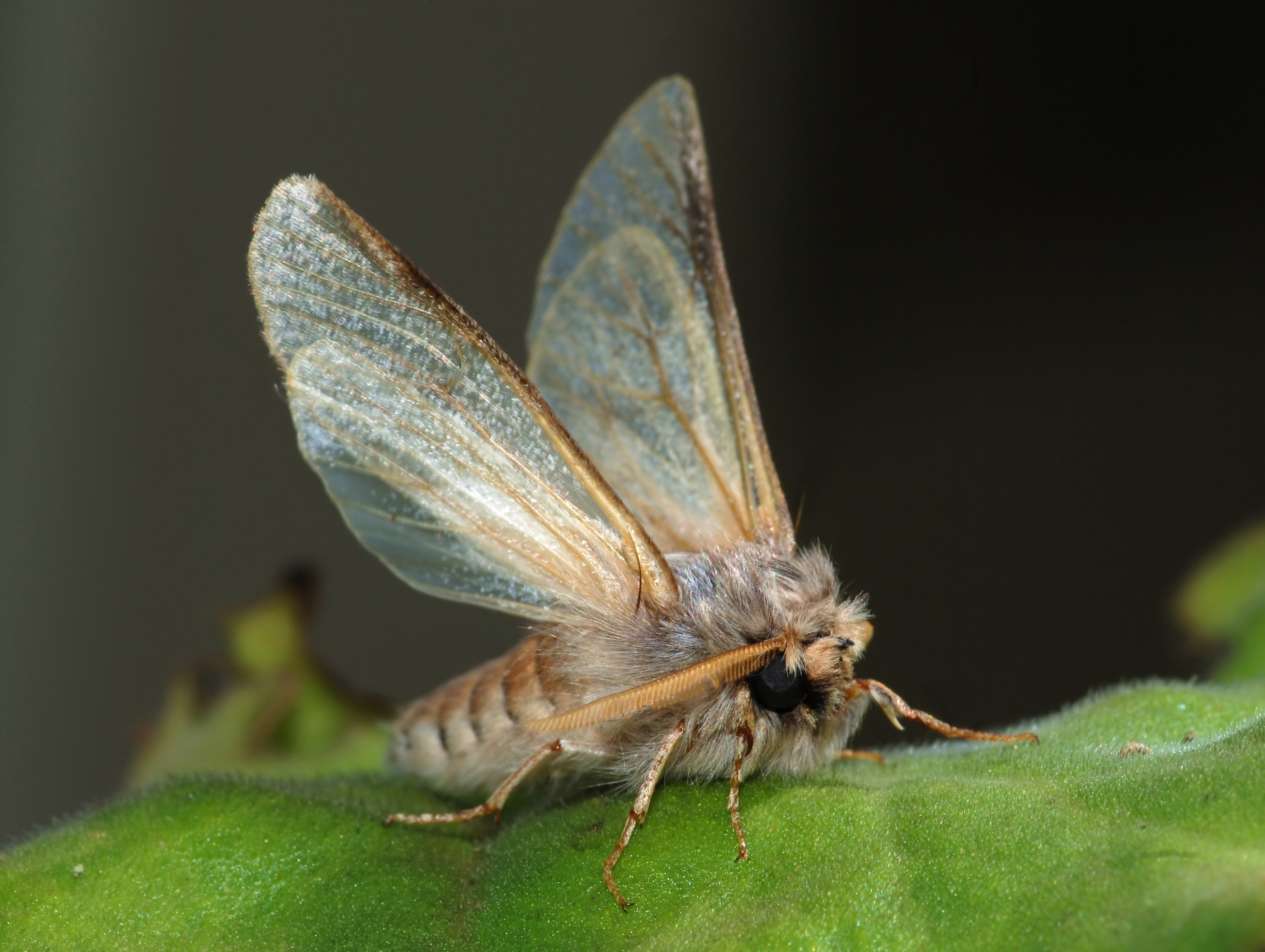
Las mariposas nocturnas y su evolución natural fueron fuente de inspiración del diseño artístico del video.

El video musical fue dirigido por la productora de cine y televisión Floria Sigismondi, quien concedió una entrevista al canal MTV y dijo que en él, «Aguilera se verá como nunca antes». También relacionó a la canción con la naturaleza, diciendo que ambas tratan de metamorfosis y evolución. Al respecto, Sigismondi diseñó un video que manejara como elemento principal las mariposas nocturnas.
La relación de las mariposas con la interpretación de Aguilera se encuentra desde el inicio del video, que la muestra en un cajón de vidrio, asemejándose a una pupa. La cantante rompe la vitrina y la abandona. Mientras camina, deja líquido negro, vistiendo un kimono de terciopelo que forma una burbuja en su espalda, relacionándose al estado de oruga. Poco después sufre su última metamorfosis vistiendo de blanco y con varias mariposas alrededor de ella. La escena final consiste en una intervención vocal de Aguilera, inspirando su maquillaje y vestuario en la cultura del extremo Oriente. Por otra parte, el video incluye flashbacks de bailarinas de ballet y diversas imágenes de las mariposas.
Todo el vídeo fue producido y rodado, en dos días, en los estudios de Universal en Los Ángeles, California. Durante el primero fueron grabadas las escenas de la última transformación de Aguilera. El segundo fue usado para la grabación de las escenas que la incorporaban con el pelo negro. Por otra parte, el uso de las mariposas fue vigilado por la organización PETA y fueron donadas y manipuladas por el científico Steve Kutcher.

### Recibimiento
El vídeo musical de «Fighter» debutó en la cadena MTV, después de un especial dedicado a él en el programa Making the Video. Poco después alcanzó el sexto puesto del conteo ofrecido por el programa, Total Request Live. Más tarde logró el primer puesto, permaneciendo cuatro días en él. Su estadía fue de tres semanas. En el canal de videos musicales de Canadá, Much Music, tuvo un éxito pasajero. Entró en el número veintinueve y solo escaló hasta el doce. Sin embargo, su estadía en el repertorio fue por más de diez semanas. Por otra parte, el video fue premiado varias veces en diferentes ceremonias. Los premios Juno, de 2004, le otorgaron el reconocimiento de «mejor vídeo musical», y la asociación de producción de vídeos musicales lo galardonó como «mejor cinematografía».

## Recepción

### Crítica

La revista Billboard escribió que «Fighter» se trata de "ampliar las expectativas del público de su imagen (de Aguilera) y sonido"

«Fighter» recibió críticas generalmente positivas de los críticos de música. David Brownie de Entertainment Weekly lo llamó "más osado de lo que cabría esperar de una maldita pista de baile que le encanta hacer alarde del poder de pulmón". En otra revisión, Brian Hiatt de Entertainment Weekly comparación «Fighter» con «Black Cat» de Janet Jackson. TJ para Neon Limelight elogió «Fighter» como una "obra maestra", mientras que Nick Levine de Digital Spy llamó un "pavoneándose arena de rock", y Nick Butler, de Sputnikmusic llamó "genial". New York Times, con la editora Kelefa Sanneh fue positiva hacia el significado de la pista, que calificó de "valiente" y "lleno de retórica ligeramente rebelde". Andrew Unterberger de la revista Billboard escribió que «Fighter» y «Can't Hold Us Down» son dos temas que muestran el lado diferente de Aguilera, que es "ampliar las expectativas del público de su imagen y sonido", en contraste con su álbum de debut homónimo. BBC Music con la editora Jacqueline Hodges llaman la canción "hilarante", mientras que Jancee Dunn de la revista Rolling Stone escribió que la canción "es una incursión en la roca estéril".
«Fighter» se ubicó rápidamente entre los mejores materiales de Christina Aguilera. Nana Ofori-Adwoa de AOL puso a «Fighter» en el número tres en la lista de las mejores canciones de Aguilera, mientras que Bill Lámpara para About.com puso la canción en el número seis en la misma lista, que calificó de "primer sencillo de Aguilera como una roca fuerte de elementos que trata de la único pop común". Y continúa: "Sin embargo, el giro único es la canción celebra los tiempos difíciles para la creación de un "Fighter". Yahoo! clasificó a la pista en el número nueve en la lista de los diez materiales de Aguilera, fue positiva hacia la melodía y la letra de la canción, escribiendo que la canción "hace que todos se detenga y preste atención" y "'Fighter' fue la primera vez que Aguilera mostró su lado sin sentido fuerte y que era una mujer fuerte e independiente que no iba a ser derribado por nadie y nunca perdió esa imagen".

### Comercial
«Fighter» tuvo un rendimiento moderadamente exitoso en las listas musicales. Fue muy popular en América, donde alcanzó el listado de las diez canciones más escuchadas de Canadá y Estados Unidos. Gracias a las descargas digitales del tema, «Fighter» logró certificarse un disco de oro, dos años después de su lanzamiento como sencillo.
En Europa fue exitosa en algunos países. Logró posiciones altas en Reino Unido, Irlanda y Países Bajos, siendo el tercero, cuarto y quinto puesto respectivamente. En Hungría alcanzó el octavo lugar. En Austria y Bélgica entró en el número catorce, brevemente alcanzando el doce y once. Su estadía fue corta, permaneciendo menos de quince semanas en las listas. En Noruega, Suecia y Suiza alcanzó el listado de las quince más escuchadas, permaneciendo en un promedio de dos semanas en su posición mayor. En el listado del continente se posicionó en el número ocho y se mantuvo dos semanas en él. Al pasar trece, el sencillo abandonó la lista. Aunque en la lista Europea del Billboard la canción llegó al tercer lugar.
Por otra parte, en Oceanía y en la lista mundial, el sencillo obtuvo muy buenas posiciones. llegó hasta el número cinco del listado de Australia, permaneciendo trece semanas en él. La empresa de certificaciones discográficas del país, ARIA, le otorgó el reconocimiento de disco de oro. En Nueva Zelanda solo escaló hasta el puesto catorce, no obstante se mantuvo diez semanas en lista.

## Presentaciones en vivo

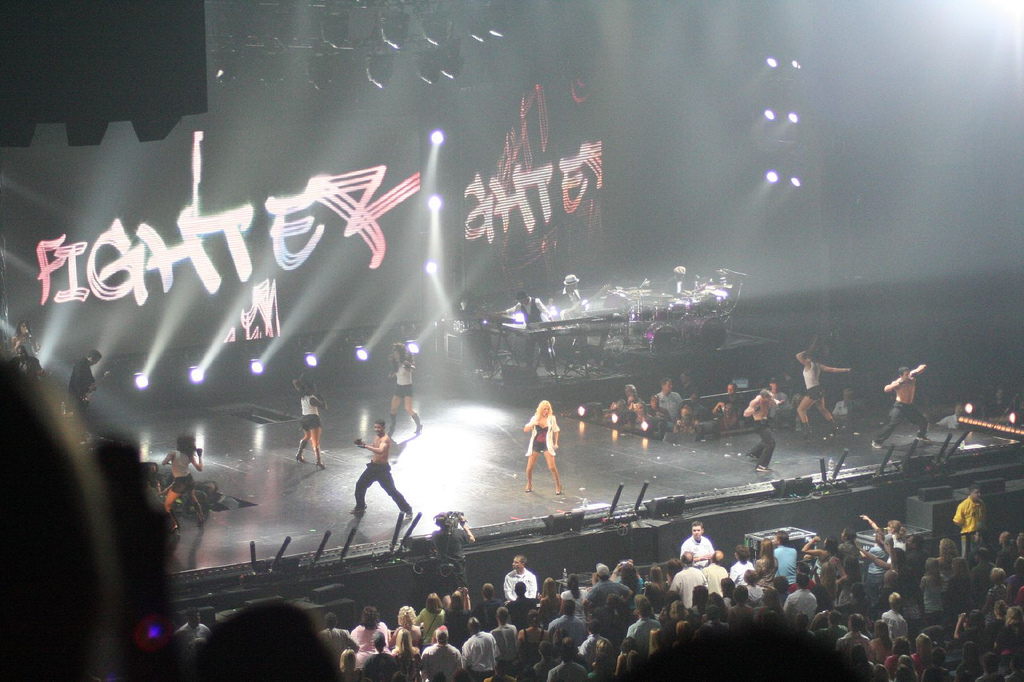
Christina Aguilera (en el centro) durante la interpretación de «Fighter» en la gira Back to Basics World Tour.

Aguilera interpretó «Fighter» en una serie de actuaciones. La cantante interpretó la canción por primera vez en la ceremonia de los  premios MTV de 2003, celebrada en el Radio City Music Hall en Nueva York el 28 de agosto de 2003, en un popurrí con «Dirrty». La actuación contó con Redman como artista invitado, y Dave Navarro como guitarrista. «Fighter» también se realizó en la gira de verano de 2003, Justified and Stripped Tour, de Christina Aguilera con la compañía de Justin Timberlake, con el fin de apoyar al álbum Stripped y el álbum de Timberlake titulado Justified. A finales de 2003, Aguilera interpretó la canción durante la gira mundial, Stripped World Tour, esta vez sin Justin Timberlake. La actuación está incluida en el primer DVD de larga duración de la cantante titulado  Stripped Live in the UK (2004).  El 1 de junio de 2007, durante la promoción de su álbum Back to Basics, Aguilera interpretó «Fighter», junto con «Ain't No Other Man», «Hurt» y «Candyman» en los Premios Muz-TV de 2007. Más tarde, durante la gira mundial de 2006-07 titulada Back to Basics Tour de Aguilera, interpretó la pista que se llevó a cabo como la última canción en el encore. Barry Walters de la revista Rolling Stone calificó a «Fighter» como "terminado el show en un hard-rock de alta calidad". Esa parte de la gira se incluyó en el lanzamiento del vídeo de DVD de la gira Back to Basics: Live and Down Under (2008).
El 8 de junio de 2010, la cantante cantó el tema con otras cuatro canciones, «Bionic» , «Not Myself Tonight», «Beautiful» y «You Lost Me» en The Today Show. sElla se presentó con "medias de brillantes" y "mini-shorts rojos". James Dinh para MTV News lo nombró "agresivo", mientras que Erika Brooks Adickman para Idolator llama el desempeño de una "un caliente lío de espectáculo del vestuario". El 11 de junio de 2010, Aguilera interpretó «Fighter», «You Lost Me» y «Not Myself Tonight» junto con un popurrí de «Genie in a Bottle» y «What a Girl Wants» en The Early Show. Más tarde ese año, el 13 de junio, Aguilera interpretó todos sus éxitos en VH1 Storytellers, incluyendo «Fighter». Antes de realizar la canción, Aguilera reveló a la multitud: "Cuando era más joven y que había un montón de personas, como he mencionado antes, que eran una especie de mi alrededor, por las razones equivocadas. Siempre hay algo positivo para esos momentos negativos, porque a través de ella se sale mucho más fuerte y más sabio". Ese mismo año, durante la gira Justin Timberlake & Friends en manos de Justin Timberlake, el 24 de octubre de 2010 en Las Vegas, Nevada Aguilera fue invitada por Justin Timberlake a realizar varias de sus éxitos, entre ellos «Beautiful», «Fighter» y «Ain't No Other Man». Al principio de la gira, Timberlake declaró: "No hay competencia, la mejor vocalista de mi generación (refiriéndose a Christina Aguilera)". El 16 de abril de 2012, Aguilera interpretó «Fighter» de nuevo en la segunda temporada del programa de Estados Unidos, The Voice, en la que es uno de los jueces y entrenadores, con su "Team Xtina" y con High School Crenshaw como coro. Ella uso un "bustier deslumbrado con unos mini-shorts", Jonathan Hofmann llamó el rendimiento "loco y extraño con sonidos".

## Legado
«Fighter» tuvo gran impacto en la cultura popular. Fue varias veces interpretada por los concursantes de los reality shows X Factor y American Idol, entre otros. También fue usada por la asociación NBA para un comercial de televisión, en la sección de «Love It Live». El anuncio publicitario incluía la participación de Michael Jordan, Kobe Bryant y Shaquille O'Neal, entre otros. En 2008, la revista Rolling Stone eligió a Christina Aguilera como una de las «leyendas musicales» y «mejores cantantes de todos los tiempos». La publicación seleccionó a «Fighter» como una de sus mejores canciones.

### Versiones de otros cantantes

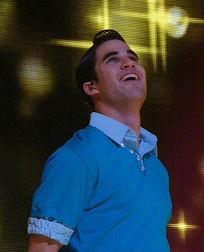
En la popular serie Glee, Blaine Anderson versionó la canción «Fighter».

La cantante Jordin Sparks interpretó la canción en el final de la sexta temporada de American Idol, haciéndole ganar el concurso. El 12 de marzo de 2010, concursante Anna "Feroe" Nygaard interpretó la canción en la primera temporada de Factor X (Dinamarca). El 2 de noviembre de 2011, la concursante Margarita Aleksieva interpretó la canción en la tercera temporada de Factor X (Bulgaria). El 16 de abril de 2012, en The Voice, Aguilera y su equipo "TeamXtina" interpretaron la canción. Una versión de la canción fue hecha por la serie de televisión Glee en el episodio de "Big Brother" (en español: Hermano mayor), emitido el 10 de abril de 2012, y Darren Criss con su personaje Blaine fue quien interpretó la canción en una actuación en solitario, ya que encuentra una salida para ventilar sus frustraciones con la llegada de Cooper Anderson. La versión alcanzó en la lista de popularidades en Digital Songs en el número 58 y en el Canadian Hot 100 en el número 85. Participante de The X Factor (Estados Unidos) Cece Frey, hizo una versión de la canción. Sylvia Yacoub del equipo de Cristina (TeamXtina) en The Voice, también interpretó y grabó una versión de estudio de la canción. Deniece Pearson también realizó una versión para su audición a ciegas durante la temporada uno de The Voice UK y como resultado exitosamente ganó un lugar en el equipo de Tom Jones.

## Listas de popularidad

### Semanales
| País            | Lista             | Posición más alta |         |         |         |         |         |         |
| América         | América           | América           | América | América | América | América | América | América |
| --------------- | ----------------- | ----------------- | ------- | ------- | ------- | ------- | ------- | ------- |
| Canadá          | Canadian Hot 100  | 3                 |         |         |         |         |         |         |
| Estados Unidos  | Billboard Hot 100 | 20                |         |         |         |         |         |         |
| Europa          |                   |                   |         |         |         |         |         |         |
| Alemania        | Top 100           | 13                |         |         |         |         |         |         |
| Austria         | Austria Top 40    | 12                |         |         |         |         |         |         |
| Bélgica         | Top 20            | 11                |         |         |         |         |         |         |
| Dinamarca       | Top 20            | 18                |         |         |         |         |         |         |
| España          | España Top 20     | 15                |         |         |         |         |         |         |
| Irlanda         | Ireland Top 20    | 4                 |         |         |         |         |         |         |
| Italia          | FIMI Top 20       | 15                |         |         |         |         |         |         |
| Noruega         | Top 20            | 12                |         |         |         |         |         |         |
| Países Bajos    | Top 40            | 8                 |         |         |         |         |         |         |
| Reino Unido     | UK Top 75         | 3                 |         |         |         |         |         |         |
| Suecia          | Top 40            | 11                |         |         |         |         |         |         |
| Suiza           | Top 20            | 12                |         |         |         |         |         |         |
| Oceanía         |                   |                   |         |         |         |         |         |         |
| Australia       | Australia Top 50  | 5                 |         |         |         |         |         |         |
| Nueva Zelanda   | NZ Singles Top 40 | 14                |         |         |         |         |         |         |
| Internacionales |                   |                   |         |         |         |         |         |         |
| Europa          | Top 100           | 8                 |         |         |         |         |         |         |

### Anuales
| País           | Lista (2003)             | Posición |
| -------------- | ------------------------ | -------- |
| Australia      | Australian Singles Chart | 74       |
| Suiza          | Swiss Singles Chart      | 77       |
| Estados Unidos | Billboard Hot 100        | 79       |
| Reino Unido    | UK Singles Chart         | 99       |

## Certificaciones
| País           | Organismo certificador | Certificación | Ventas certificadas | Simbolización | Ref.   |
| -------------- | ---------------------- | ------------- | ------------------- | ------------- | ------ |
| Australia      | ARIA                   | Disco de oro  | 35 000              |               | [ 39 ] |
| Estados Unidos | RIAA                   | Disco de oro  | 500 000             |               | [ 6 ]  |

## Lista de canciones
| Disco compacto - Estados Unidos y Japón |                          |          |  |
| N.º                                     | Título                   | Duración |  |
| 1.                                      | «Fighter»                | 4:03     |  |
| 2.                                      | «Fighter» (Instrumental) | 4:02     |  |

| Disco compacto - Europa y Mundo |                                 |          |  |
| N.º                             | Título                          | Duración |  |
| 1.                              | «Fighter» (versión del álbum)   | 4:05     |  |
| 2.                              | «Fighter» (Thug pop mix)        | 5:11     |  |
| 3.                              | «Beautiful» (Valentin Club mix) | 5:51     |  |
| 4.                              | «Fighter» (Video musical)       | 4:05     |  |

## Créditos y personal
- Escrito por Christina Aguilera y Scott Storch.
- Producido por Scott Storch.
- Producción vocal por Christina Aguilera y E. Dawk.
- Mezcla por Tony Mazerati.
- Todos los instrumentos conducidos por Larry Gold.
- Cortesía e interpretación de guitarra por Dave Navarro.